# Loukas Giorkas
[[Fil:.]]
Loukas Giorkas (grekiska: Λούκας Γιώρκας) född 18 oktober 1986 i Larnaca, Cypern, är en grekcypriotisk sångare. Giorkas var den första att vinna den grekiska TV-serien The X Factor. I september 2009 släppte han sitt första album, Mazi.
Giorkas representerade Grekland vid Eurovision Song Contest 2011 i Düsseldorf, tillsammans med Stereo Mike med bidraget "Watch My Dance".

## Diskografi
- (2009) — Mazi

### Duett
- (2011) – «"Watch My Dance"» (duett med Stereo Mike)
- (2019) – «"Ela Ilie Mou"» (duett med Kostas Tournas)

### Singlar
- (2011) — Gia Proti Fora
- (2012) — Ematha
- (2013) — Eklapsa
- (2014) — Mia Akoma Voutia
- (2015) — Stin Ousia
- (2017) — Den Pao Sti Douleia
- (2017) — Stoihima
- (2018) — Ypokrinesai
- (2020) — Pame Ap' Tin Arhi
- (2020) — Mona Lisa
- (2021) — Mou Eleipses Poly
- (2021) — Gia Tin Ellada
- (2022) — An M' Agapas

### Fotnoter
1. ↑  ”Ο Λούκας το γιορτάζει με ένα χρυσό δίσκο!”. MAD. Arkiverad från originalet den 16 augusti 2011. https://web.archive.org/web/20110816211522/http://www.mad.tv//section/news/40645/news/%CE%9F%20%CE%9B%CE%BF%CF%8D%CE%BA%CE%B1%CF%82%20%CF%84%CE%BF%20%CE%B3%CE%B9%CE%BF%CF%81%CF%84%CE%AC%CE%B6%CE%B5%CE%B9%20%CE%BC%CE%B5%20%CE%AD%CE%BD%CE%B1%20%CF%87%CF%81%CF%85%CF%83%CF%8C%20%CE%B4%CE%AF%CF%83%CE%BA%CE%BF%21. (grekiska)
2. ↑  ”Arkiverade kopian”. Arkiverad från originalet den 4 mars 2011. https://web.archive.org/web/20110304230034/http://www.esctoday.com/news/read/16927. Läst 2 mars 2011.